# Masdevallia adamsii
Masdevallia adamsii är en orkidéart som beskrevs av Carlyle August Luer. Masdevallia adamsii ingår i släktet Masdevallia och familjen orkidéer.
Artens utbredningsområde är Belize. Inga underarter finns listade i Catalogue of Life.